# Lompnes
Lompnes (prononcé /lɔn/) est une ancienne commune française du département de l'Ain. Le 1er août 1942, la commune fusionne avec Hauteville pour former la commune d'Hauteville-Lompnes. Les habitants de Lompnes étaient parfois appelés les « Cognots ».

## Toponymie
Lompnes a été créée par les comtes de Savoie au XIIe siècle dont toute la région dépendait depuis le XIe siècle. Elle est mentionnée sous la forme Lomnes en 1268, castellum Lonnarum en 1277 et enfin Lompnes en 1281. Le toponyme est antérieur à la fondation officielle du village.
- Albert Dauzat et Charles Rostaing considèrent qu'il s’agit du nom de personne latin non attesté *Lumnus, d'après Lumnesius, porté par un autochtone, suivi du suffixe d'origine gauloise -acum marquant la propriété. Ils comparent Lompnas (Ain, Lonnax en 1141, Lompnacus en 1429) et Lompnieu (Ain, Longiacum en 1345)[4].
- Ernest Nègre préfère un nom de personne roman Longinus, suivi d'un suffixe roman -as[5].

☞ Les premiers comparent Lompnes à Lompnas (Lompnacus 1429) pour en déduire la similarité du suffixe, c'est-à-dire -acum. Cette forme Lompnacus est rejetée par le second, vraisemblablement pour son caractère tardif, donc erroné. En outre, la forme évoluée du suffixe -acum dans la région est régulièrement -ieu comme dans Lompnieu (Longniacum 1345), d'où sa préférence pour le suffixe -as.

## Histoire
Le 1er août 1942, la commune fusionne avec Hauteville qui forment ainsi Hauteville-Lompnes.

## Politique et administration

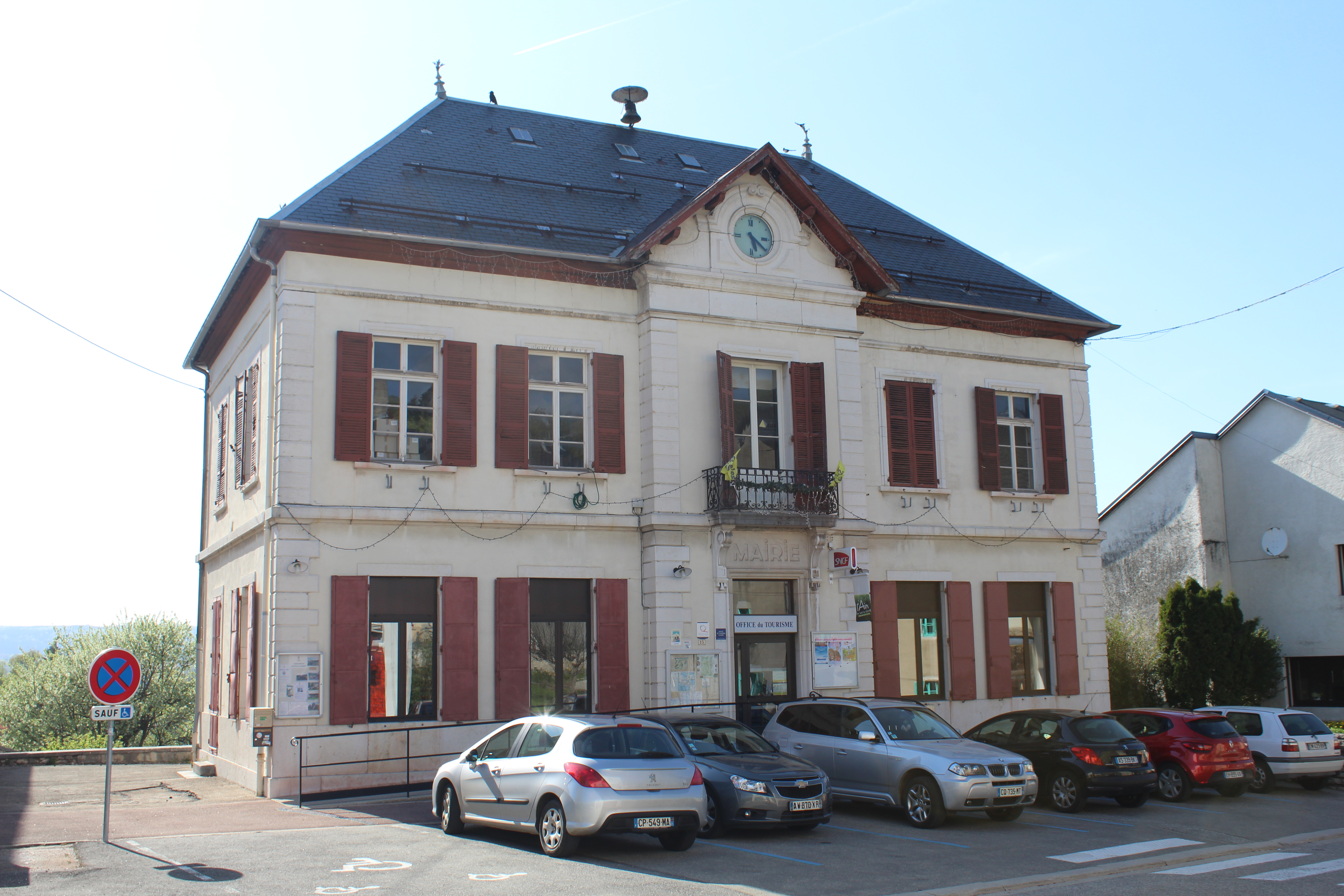
Mairie.

### Liste des maires
| Période        | Période | Identité                  | Étiquette | Qualité                                        |
| -------------- | ------- | ------------------------- | --------- | ---------------------------------------------- |
| décembre 1792  | 1800    | Benoit Fiollet            |           |                                                |
| 1800           | 1803    | Jean Baptiste d'Angeville |           |                                                |
| 1803           | 1813    | Jean Louis Dumarest       |           |                                                |
| 1813           | 1818    | Jean Louis Troccon        |           |                                                |
| mai 1818       | 1826    | Guillaume Benot           |           |                                                |
| février 1826   | 1849    | Comte Adolphe d'Angeville | Centre    | Député (1834-1848) Conseiller d'arrondissement |
| décembre 1849  | 1865    | Jules Dumarest            |           |                                                |
| août 1865      | 1899    | François Joseph Maclet    |           |                                                |
| février 1899   | 1904    | Félix Hugon               |           |                                                |
| mai 1904       | 1908    | François Joseph Maclet    |           |                                                |
| mai 1908       | 1919    | Charles Chapuis           |           |                                                |
| décembre 1919  | 1929    | Marius Seytier            |           |                                                |
| mai 1929       | 1941    | Léon Bonafe               |           |                                                |
| 1941           | 1941    | Jean-Marie Hugon          |           |                                                |
| septembre 1941 | 1942    | Frédéric Dumarest         |           | médecin                                        |

## Population et société

### Démographie
| 1793 | 1800 | 1806 | 1821 | 1831 | 1836 | 1841 | 1846 | 1851 |
| ---- | ---- | ---- | ---- | ---- | ---- | ---- | ---- | ---- |
| 492  | 389  | 464  | 414  | 458  | 406  | 431  | 450  | 454  |

| 1856 | 1861 | 1866 | 1872 | 1876 | 1881 | 1886 | 1891 | 1896 |
| ---- | ---- | ---- | ---- | ---- | ---- | ---- | ---- | ---- |
| 433  | 420  | 411  | 370  | 420  | 451  | 464  | 429  | 405  |

| 1901 | 1906 | 1911 | 1921 | 1926  | 1931  | 1936  | - | - |
| ---- | ---- | ---- | ---- | ----- | ----- | ----- | - | - |
| 391  | 374  | 360  | 652  | 1 042 | 1 464 | 2 190 | - | - |

## Culture locale et patrimoine

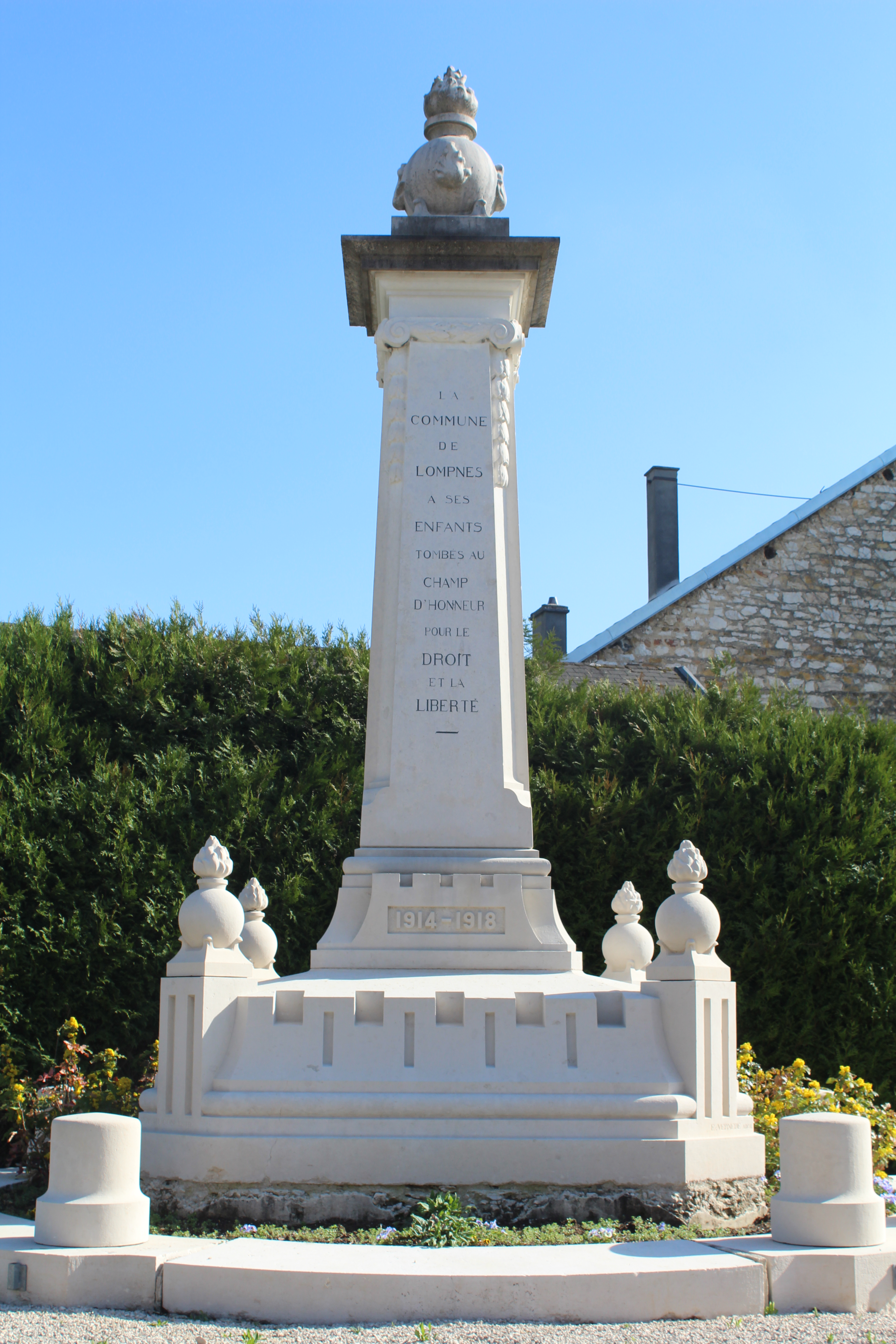
Monument aux morts.

### Lieux et monuments
- Le château d'Angeville, avec ses quatre tours pointues, se situe au sommet d'une bute au centre du village. Il a été reconstruit en 1640 sur les ruines d'un château fort du XIIe siècle. Aujourd'hui, il abrite un centre de rééducation fonctionnelle.
- Une fontaine du XIXe siècle est présente sur le territoire.
- Chapelle Saint-Pierre de style roman. Il n'existe aucune trace de sa fondation[8], elle était une annexe de l'église d'Hauteville.

### Personnalités liées à la commune
- Adolphe d'Angeville (1796-1856), officier de marine, agronome et homme politique.
- Le dessinateur Pol Rab (1898-1933) y est mort.

## Pour approfondir